# Campionati del mondo di ciclismo su pista 2017 - Omnium femminile
La gara di omnium femminile ai campionati del mondo di ciclismo su pista si è svolta il 14 aprile 2017.

## Risultati

### Scratch
Prima di 4 prove.
| Posizione | Atleta             | Nazione       | Giri persi | Punti |
| --------- | ------------------ | ------------- | ---------- | ----- |
| 1         | Katie Archibald    | Gran Bretagna |            | 40    |
| 2         | Amy Cure           | Australia     |            | 38    |
| 3         | Kirsten Wild       | Paesi Bassi   |            | 36    |
| 4         | Elisa Balsamo      | Italia        |            | 34    |
| 5         | Roxane Fournier    | Francia       |            | 32    |
| 6         | Daria Pikulik      | Polonia       |            | 30    |
| 7         | Sarah Hammer       | Stati Uniti   |            | 28    |
| 8         | Lotte Kopecky      | Belgio        |            | 26    |
| 9         | Michaela Drummond  | Nuova Zelanda |            | 24    |
| 10        | Alžbeta Pavlendová | Slovacchia    |            | 22    |
| 11        | Lydia Boylan       | Irlanda       |            | 20    |
| 12        | Pang Yao           | Hong Kong     |            | 18    |
| 13        | Ana Usabiaga       | Spagna        |            | 16    |
| 14        | Olivija Baleišytė  | Lituania      |            | 14    |
| 15        | Stephanie Roorda   | Canada        |            | 12    |
| 16        | Yumi Kajihara      | Giappone      |            | 10    |
| 17        | Tetyana Klimchenko | Ucraina       |            | 8     |
| 18        | Anita Stenberg     | Norvegia      |            | 6     |
| 19        | Tatjana Paller     | Germania      |            | 4     |
| 20        | Jarmila Machačová  | Rep. Ceca     |            | 2     |
| 21        | Zeng Ke Xin        | Taipei cinese |            | 1     |
| 22        | Luo Xiaoling       | Cina          | REL        | 1     |

Nota: REL retrocesso

### Tempo race
Seconda di 4 prove.
| Posizione | Atleta             | Nazione       | Punti nella gara | Ordine arrivo | Punti x classifica | Posiz. parziale | Totale parziale |
| --------- | ------------------ | ------------- | ---------------- | ------------- | ------------------ | --------------- | --------------- |
| 1         | Katie Archibald    | Gran Bretagna | 24               | 2             | 40                 | 1               | 80              |
| 2         | Sarah Hammer       | Stati Uniti   | 23               | 7             | 38                 | 4               | 66              |
| 3         | Stephanie Roorda   | Canada        | 23               | 14            | 36                 | 8               | 48              |
| 4         | Amy Cure           | Australia     | 22               | 4             | 34                 | 2               | 72              |
| 5         | Kirsten Wild       | Paesi Bassi   | 22               | 8             | 32                 | 3               | 68              |
| 6         | Elisa Balsamo      | Italia        | 22               | 18            | 30                 | 5               | 64              |
| 7         | Yumi Kajihara      | Giappone      | 21               | 13            | 28                 | 11              | 38              |
| 8         | Michaela Drummond  | Nuova Zelanda | 20               | 5             | 26                 | 7               | 50              |
| 9         | Daria Pikulik      | Polonia       | 20               | 12            | 24                 | 6               | 54              |
| 10        | Lydia Boylan       | Irlanda       | 7                | 1             | 22                 | 10              | 42              |
| 11        | Anita Stenberg     | Norvegia      | 1                | 11            | 20                 | 14              | 26              |
| 12        | Tetyana Klimchenko | Ucraina       | 1                | 20            | 18                 | 15              | 26              |
| 13        | Alžbeta Pavlendová | Slovacchia    | 1                | 22            | 16                 | 12              | 38              |
| 14        | Luo Xiaoling       | Cina          | 0                | 3             | 14                 | 19              | 15              |
| 15        | Roxane Fournier    | Francia       | 0                | 6             | 12                 | 9               | 44              |
| 16        | Ana Usabiaga       | Spagna        | 0                | 9             | 10                 | 16              | 26              |
| 17        | Lotte Kopecky      | Belgio        | 0                | 10            | 8                  | 13              | 34              |
| 18        | Jarmila Machačová  | Rep. Ceca     | 0                | 15            | 6                  | 20              | 8               |
| 19        | Pang Yao           | Hong Kong     | 0                | 16            | 4                  | 17              | 22              |
| 20        | Olivija Baleišytė  | Lituania      | 0                | 17            | 2                  | 18              | 16              |
| 21        | Tatjana Paller     | Germania      | 0                | 19            | 1                  | 21              | 5               |
| 22        | Zeng Ke Xin        | Taipei cinese | 0                | 21            | 1                  | 22              | 2               |

### Gara ad eliminazione
Terza di 4 prove.
| Posizione | Atleta             | Nazione       | Punti x classifica | Posiz. parziale | Totale parziale |
| --------- | ------------------ | ------------- | ------------------ | --------------- | --------------- |
| 1         | Amy Cure           | Australia     | 40                 | 1               | 112             |
| 2         | Kirsten Wild       | Paesi Bassi   | 38                 | 3               | 106             |
| 3         | Daria Pikulik      | Polonia       | 36                 | 5               | 90              |
| 4         | Lotte Kopecky      | Belgio        | 34                 | 9               | 68              |
| 5         | Katie Archibald    | Gran Bretagna | 32                 | 1               | 112             |
| 6         | Sarah Hammer       | Stati Uniti   | 30                 | 4               | 96              |
| 7         | Roxane Fournier    | Francia       | 28                 | 7               | 72              |
| 8         | Ana Usabiaga       | Spagna        | 26                 | 12              | 52              |
| 9         | Tetyana Klimchenko | Ucraina       | 24                 | 13              | 50              |
| 10        | Michaela Drummond  | Nuova Zelanda | 22                 | 8               | 72              |
| 11        | Elisa Balsamo      | Italia        | 20                 | 6               | 84              |
| 12        | Alžbeta Pavlendová | Slovacchia    | 18                 | 10              | 56              |
| 13        | Pang Yao           | Hong Kong     | 16                 | 17              | 38              |
| 14        | Anita Stenberg     | Norvegia      | 14                 | 15              | 40              |
| 15        | Lydia Boylan       | Irlanda       | 12                 | 11              | 54              |
| 16        | Jarmila Machačová  | Rep. Ceca     | 10                 | 20              | 18              |
| 17        | Luo Xiaoling       | Cina          | 8                  | 18              | 23              |
| 18        | Tatjana Paller     | Germania      | 6                  | 21              | 11              |
| 19        | Olivija Baleišytė  | Lituania      | 4                  | 19              | 20              |
| 20        | Stephanie Roorda   | Canada        | 2                  | 14              | 50              |
| 21        | Yumi Kajihara      | Giappone      | 1                  | 16              | 39              |
| 22        | Zeng Ke Xin        | Taipei cinese | 1                  | 22              | 3               |

### Gara a punti
In questa gara le cicliste sommano ai punti guadagnati durante la gara, tutti i punti conquistati in precedenza.
| Posizione | Atleta             | Nazione       | Class. parziale | Punti sprint | Punti giri | Ordine arrivo | Classifica finale |
| --------- | ------------------ | ------------- | --------------- | ------------ | ---------- | ------------- | ----------------- |
| 1         | Katie Archibald    | Gran Bretagna | 112             | 11           | 0          | 4             | 123               |
| 2         | Kirsten Wild       | Paesi Bassi   | 106             | 9            | 0          | 7             | 115               |
| 3         | Amy Cure           | Australia     | 112             | 3            | 0          | 9             | 115               |
| 4         | Daria Pikulik      | Polonia       | 90              | 20           | 0          | 1             | 110               |
| 5         | Sarah Hammer       | Stati Uniti   | 96              | 6            | 0          | 3             | 102               |
| 6         | Lotte Kopecky      | Belgio        | 68              | 8            | 20         | 16            | 96                |
| 7         | Elisa Balsamo      | Italia        | 84              | 3            | 0          | 6             | 76                |
| 8         | Michaela Drummond  | Nuova Zelanda | 72              | 4            | 0          | 5             | 76                |
| 9         | Lydia Boylan       | Irlanda       | 54              | 2            | 20         | 8             | 76                |
| 10        | Roxane Fournier    | Francia       | 72              | 0            | 0          | 11            | 72                |
| 11        | Yumi Kajihara      | Giappone      | 39              | 8            | 20         | 21            | 67                |
| 12        | Tetyana Klimchenko | Ucraina       | 56              | 6            | 0          | 2             | 56                |
| 13        | Alžbeta Pavlendová | Slovacchia    | 50              | 0            | 0          | 17            | 56                |
| 14        | Ana Usabiaga       | Spagna        | 52              | 3            | 0          | 18            | 55                |
| 15        | Anita Stenberg     | Norvegia      | 40              | 9            | 0          | 10            | 49                |
| 16        | Luo Xiaoling       | Cina          | 23              | 3            | 20         | 19            | 46                |
| 17        | Pang Yao           | Hong Kong     | 38              | 1            | 0          | 15            | 39                |
| 18        | Olivija Baleišytė  | Lituania      | 20              | 3            | 0          | 20            | 23                |
| 19        | Jarmila Machačová  | Rep. Ceca     | 18              | 0            | 0          | 12            | 18                |
| 20        | Tatjana Paller     | Germania      | 11              | 0            | 0          | 13            | 11                |
| 21        | Zeng Ke Xin        | Taipei cinese | 3               | 0            | 0          | 14            | 3                 |
| 22        | Stephanie Roorda   | Canada        | 50              | —            | —          | —             | DNF               |